# کنترل‌کننده رابط شبکه بی‌سیم

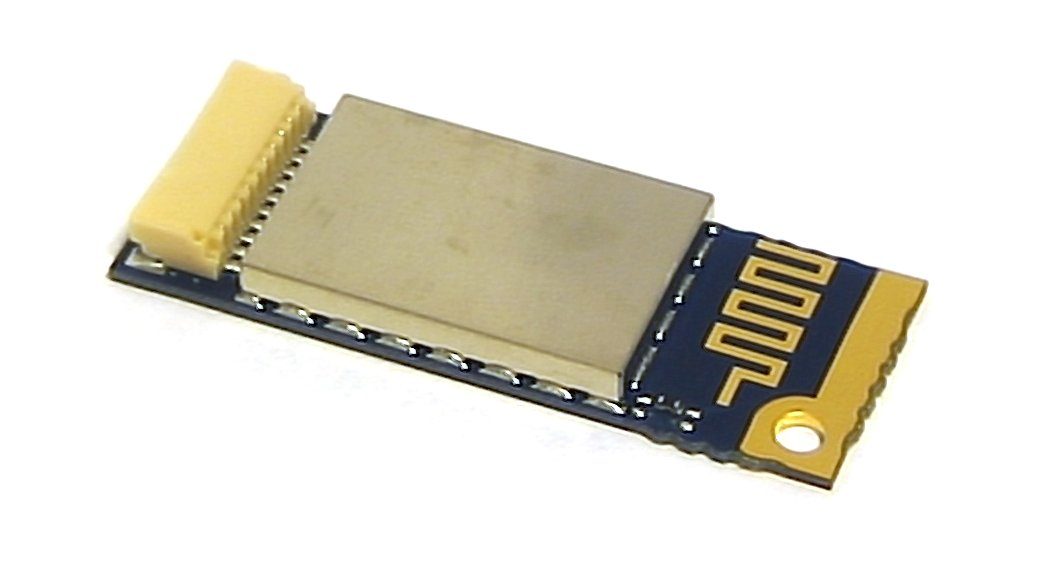
کارت رابط بلوتوثی

کنترل گر رابط شبکه بی‌سیم (WNIC) یک کنترل گر رابط شبکه است که به یک شبکه رایانه ای مبتنی بر امواج رادیویی بی‌سیم متصل است، نه یک شبکه سیمی مانند Token Ring یا اترنت. یک WNIC درست مثل سایر NICها در لایه ۱ و لایه ۲ مدل OSI کار می‌کند. این کارت از آنتنبرای اتصال از طریق تابش مایکروویو استفاده می‌کند. یک WNIC در رایانه رومیزی به‌طور سنتی با استفاده از گذرگاه PCI متصل می‌شود. دیگر گزینه‌های اتصال، USB و pc کارت است.
WNICهای مجتمع نیز در دسترس هستند (معمولا در فرم Mini PCI / PCI Express Mini Card موجود هستند).
کنترل گرهای رابط شبکه بی‌سیم اولیه معمولاً بر روی کارت‌های توسعه که به یک گذرگاه رایانه ای متصل می‌شوند، سوار می‌شوند. هزینه پایین و فراگیری استاندارد Wi-Fi به این معنی است که بسیاری از رایانه‌های قابل حمل جدیدتر دارای یک رابط شبکه بی‌سیم هستند که بر روی مادربرد سوار شده‌اند.
این اصطلاح معمولاً برای وسایل سازگار با IEEE 802.11 استفاده می‌شود؛ همچنین ممکن است برای یک NIC که از پروتکل‌های غیر از ۸۰۲٫۱۱، مانند پیاده‌سازی یک اتصال بلوتوث، استفاده می‌کند، بکار برده شود.

## حالت‌های عملکرد
یک WNIC 802.11 می‌تواند در دو حالت به نام حالت زیربنایی و حالت ad hoc عمل کند:
حالت زیربنایی
در شبکه با حالت زیربنایی، WNIC نیاز به یک نقطه دسترسی بی‌سیم دارد: تمام داده‌ها با استفاده از نقطه دسترسی که به عنوان هاب مرکزی است، انتقال می‌یابند. تمام گره‌های بی‌سیم در یک شبکه زیربنایی به نقطه دسترسی متصل می‌شوند. تمام گره‌هایی که به نقطه دسترسی متصل می‌شوند، باید شناسه سرویس دهنده (SSID) یکسان را به عنوان نقطه دسترسی داشته باشند و اگر یک نوع برنامه امنیت بی‌سیم در نقطه دسترسی (مانند WEP یا WPA) فعال باشد، باید کلیدهای مشابه یا سایر پارامترهای احراز هویت را به اشتراک بگذارند.
حالت ad hoc
در شبکه ad hoc کنترل گر رابط شبکه بی‌سیم(WNIC) به نقطه دسترسی نیاز ندارد، بلکه می‌تواند به‌طور مستقیم با تمام گره‌های بی‌سیم دیگر ارتباط برقرار کند. تمام گره‌ها در یک شبکه ad hoc باید کانال و SSID یکسان داشته باشند.

## مشخصات فنی
استاندارد IEEE 802.11، مشخصات سطح پایین را برای نحوه عملکرد شبکه‌های بی‌سیم ۸۰۲٫۱۱ مشخص می‌کند. کنترل‌گرهای رابط ۸۰۲٫۱۱ پیشین معمولاً تنها با نسخه‌های پیشین استاندارد سازگار هستند، در حالی که کارت‌های جدیدتر از استانداردهای فعلی و قدیمی پشتیبانی می‌کنند.
مشخصات معمول استفاده شده در بازاریابی برای WNICها عبارتند از:
- سرعت انتقال داده‌های بی‌سیم (در مگابیت بر ثانیه)؛ این محدوده از ۲ مگابیت بر ثانیه تا ۵۴ مگابیت بر ثانیه است.[۱]
- قدرت انتقال بی‌سیم (در واحد dBm اندازه‌گیری می‌شود)
- استانداردهای شبکه‌های بی‌سیم (ممکن است شامل استانداردهای مانند 802.11b، 802.11g، 802.11n، و غیره شود) 802.11g سرعت انتقال داده معادل 802.11a را فراهم می‌کند – تا ۵۴ مگابیت بر ثانیه – و محدوده به اندازه ۳۰۰ فوت (۹۱ متر) از محدوده 802.11b وسیع تر است و با 802.11b سازگار است.

اکثر کارت‌های بلوتوثی هیچ نوع از استانداردهای ۸۰۲٫۱۱ را اجرا نمی‌کنند.

## دامنه
محدوده بی‌سیم ممکن است به‌طور قابل ملاحظه ای توسط اشیاء در مسیر سیگنال و میزان کیفیت آنتن تحت تأثیر قرار گیرد. لوازم برقی بزرگ مانند یخچال و فریزر، جعبه فیوز، لوله‌کشی فلزی و تهویه مطبوع می‌توانند یک سیگنال شبکه بی‌سیم را متوقف کنند. برد حداکثری تئوریک IEEE 802.11 فقط تحت شرایط ایده‌آل به دست می‌آید و برد مؤثر حقیقی معمولاً حدود نیمی از برد تئوریک است. به‌طور خاص، حداکثر سرعت کاربردی تنها در محدوده بسیار نزدیک (کمتر از ۲۵ فوت (۷٫۶ متر) یا در همین حدود) قابل دست یابی است؛ و در فراتر از محدوده مؤثر دستگاه، سرعت ممکن است تا حدود ۱ مگابیت بر ثانیه کاهش یابد، تا آنکه به‌طور کامل از بین برود. دلیل آن این است که دستگاه‌های بی‌سیم به صورت پویا دربارهٔ بالاترین سرعتی که بدون آنکه بسته‌های داده‌ای زیادی را از بین برود ارتباط برقرار کند، مذاکره می‌کنند.

## دستگاه‌های FullMAC و SoftMAC
در یک WNIC 802.11، نهاد مدیریت زیرلایه آدرس مک (MLME) می‌تواند در سخت‌افزار یا سیستم عامل NIC یا در نرم‌افزار مبتنی بر میزبان که بر روی CPU اصلی اجرا می‌شود، پیاده‌سازی شود. یک WNIC که کاربرد MLME را در سخت‌افزار یا سیستم عامل پیاده‌سازی می‌کند، WNIC FullMAC یا HardMAC NIC نام دارد و یک NIC که آن را در نرم‌افزار میزبان پیاده‌سازی می‌کند، SoftMAC NIC نامیده می‌شود.
یک دستگاه FullMAC پیچیدگی پروتکل ۸۰۲٫۱۱ را از پردازنده اصلی پنهان می‌کند، در عوض رابط ۸۰۲٫۳ (اترنت) را فراهم می‌کند. یک طراحی SoftMAC تنها زمان‌بندی بخش مهمی ازپروتکل در سخت‌افزار یا سیستم عامل و بقیه اجزا میزبان را اجرا می‌کند.
تراشه‌های FullMAC به‌طور معمول در دستگاه‌های قابل حمل استفاده می‌شود، زیرا:
- ادغام آن‌ها در محصولات کامل آسان‌تر است.
- نیرو با داشتن یک پردازنده اختصاصی برای انجام پردازش‌های ۸۰۲٫۱۱ ذخیره می‌شود.
- فروشنده تراشه کنترل بیشتری بر MLME دارد.

یکی از نمونهٔ محبوب تراشه‌های FullMac در Raspberry Pi 3 اجرا شده‌است.
چارچوب mac80211 هسته لینوکس برای دستگاه‌های SoftMAC قابلیت‌هایی فراهم می‌کند و همین‌طور قابلیت‌های اضافی (مانند شبکه مِش، که به عنوان استاندارد IEEE 802.11s شناخته می‌شود) برای دستگاه‌های دارای قابلیت محدود، فراهم می‌کند.
FreeBSD از کاربران SoftMAC نیز پشتیبانی می‌کند.